# Doryphoribius macrodon
Doryphoribius macrodon är en djurart som tillhör fylumet trögkrypare, och som beskrevs av Binda, Pilato och Hieronymus Dastych 1980. Doryphoribius macrodon ingår i släktet Doryphoribius och familjen Hypsibiidae. Inga underarter finns listade i Catalogue of Life.